# Рейкс, Мес
Мес Рейкс (нидерл. Mees Rijks; род. 8 марта 2003) — нидерландский футболист, нападающий норвежского клуба «Волеренга», выступающий на правах аренды за «Де Графсхап».

## Клубная карьера
Рейкс — воспитанник клубов АФК и «Утрехт». 5 марта 2021 года в поединке против МВВ Маастрихт Мес дебютировал в Эрстедивизи в составе дублёров последнего. 13 марта 2022 года в матче против ПСВ он дебютировал Эредивизи.
15 февраля 2024 года перешёл в норвежскую «Волеренгу», подписав трёхлетний контракт.
Летом 2025 года перешёл на правах аренды в нидерландский «Де Графсхап».